# Роберт Ричард Сканлан

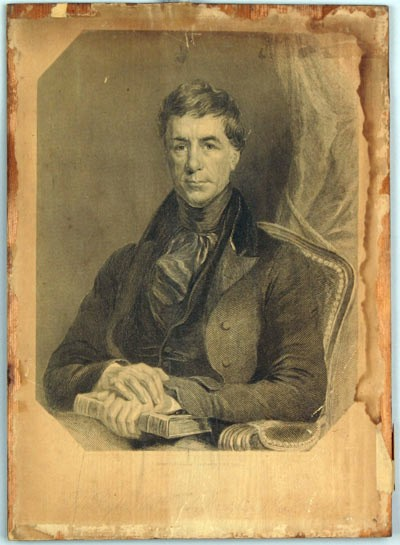
Henry Brougham, 1st Baron Brougham and Vaux
W. H. Hall after Robert Richard Scanlan

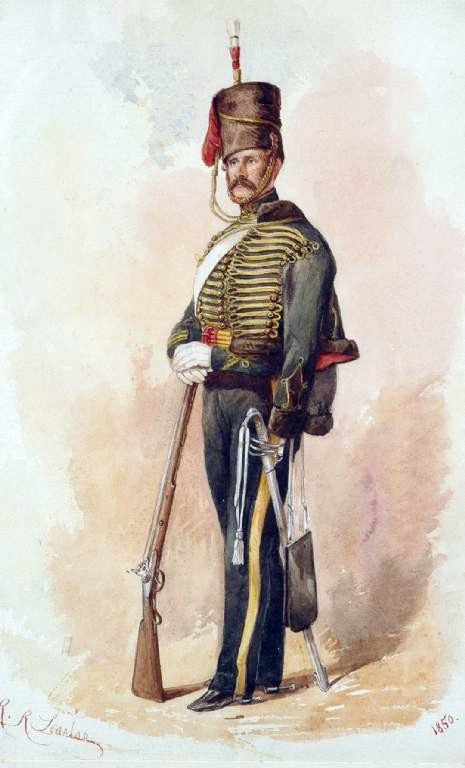
8th King's Royal Irish Hussars (1850)
Robert Richard Scanlan

Роберт Ричард Сканлан (англ. Robert Richard Scanlan; 1801[…], Ирландия — 1876[…]), более известен как R. R. Scanlan — ирландский художник и портретист.
Проживал в Дублине с 1820-х годов, выставлял свои работы в Ирландской Королевской Академии (1826—1864), преподавал в Крофордском колледже искусств и дизайна.
Сканлан писал портреты и акварельные групповые портреты, которые профессор Энн Крукшанк из Тринити-колледж как «проявление очарования общества викторианской Ирландии».
Последнюю часть жизни Сканлан прожил в Лондоне, где выставлял свои работы в Королевской академии художеств (1837—1859).
Две его наиболее известные работы — портреты премьер-министров, сэра Роберта Пила и герцога Веллингтонского.